# 呂栄寰
呂 栄寰（りょ えいかん、1890年頃 - 1946年）は、中華民国、満洲国の政治家。北京政府、奉天派に属し後に満洲国要人となった。字は維東。

## 生涯
奉天省立第一中学、江蘇省立立法法政専科学校を卒業している。卒業後は奉天省に戻り、弁護士事務所を設立した。その後、奉天律師公会会長、奉天省省議会副議長、中東鉄路理事長を歴任する。
1923年（民国12年）、奉天派指導者の張作霖の指示により呂栄寰はモスクワに向かい、奉天派代表としてソ連と交渉を行う。翌年9月、「中華民国東三省自治政府とソビエト連邦の協定」（いわゆる「奉ソ協定」。中国では「奉俄協定」）に調印した。1927年（民国16年）中東鉄路督弁に就任した。しかし後に、ソ連による中東鉄路紛争が発生し、張学良らの東北軍が敗退したため、呂も地位を喪失している。
1931年（民国20年）の満洲事変（九・一八事変）後に、呂栄寰は土肥原賢二の勧誘を受け、満洲国建国の工作に参加する。翌年、ハルビン市市政籌備所所長に就任した。満洲国成立後の1932年（大同元年）8月29日、鮑観澄の後任としてハルビン市市長に任命される。1933年（大同2年）7月1日、ハルビン市が特別市に昇格し、そのまま特別市市長に留任すると共に東省特別区公署長官を兼任した。同年中に東省特別区公署が北満特別区公署に改組され、同公署行政長官にそのまま留任する。翌1934年（康徳元年）11月19日、浜江省省長を兼任する。
1935年（康徳2年）5月22日、民政部大臣兼国道会議副議長に昇進した。翌月、帝室大典委員会委員を兼任する。翌年、恩賞会議議定官も兼ねた。1937年（康徳4年）5月7日、実業部大臣に就任する。7月1日、改組により産業部大臣となった。1940年（康徳7年）5月16日、民生部大臣に異動している。翌年1月、南京国民政府（汪兆銘政権）における駐華全権大使として南京に赴任した。1944年（康徳11年）に新京に戻って待命大使となり、同年12月、病気療養のため退官した。
1945年（民国34年）8月の満洲国滅亡後に、呂栄寰は新京弁理善後事宜として治安維持会の組織を準備した。しかし、まもなくソ連軍に逮捕され、シベリアに連行、収監される。1946年（民国35年）、シベリアで病没。享年57。

## 栄典
外国勲章
- 1943年（民国32年）3月30日  -  中華民国（汪兆銘政権）：特級同光勲章[9]